# Devon and Exeter Football League
Devon and Exeter Football League là một giải bóng đá Anh, được chia làm 10 hạng đấu, hạng cao nhất là Premier Division, nằm ở Cấp độ 12 trong Hệ thống các giải bóng đá ở Anh

## Cấu trúc giải đấu mùa giải 2015–16

### Devon & Exeter Football League
| Premier Division     | Division 1              | Division 2               | Division 3              | Division 4              | Division 5          | Division 6         | Division 7            | Division 8         | Division 9           |
| Cấp độ 12            | Cấp độ 13               | Cấp độ 14                | Cấp độ 15               | Cấp độ 16               | Cấp độ 17           | Cấp độ 18          | Cấp độ 19             | Cấp độ 20          | Cấp độ 21            |
| -------------------- | ----------------------- | ------------------------ | ----------------------- | ----------------------- | ------------------- | ------------------ | --------------------- | ------------------ | -------------------- |
| Beer Albion          | Alphington II           | Chulmleigh               | Axmouth United          | Amory Park Rangers      | Alphington III      | Dunkeswell Rovers  | Bradninch             | Ashwater           | Amory Green Rovers   |
| Bow Amateur Athletic | Bickleigh               | Cullompton Rangers II    | Chagford                | Axminster Town II       | Awliscombe United   | East Budleigh II   | Central               | Bampton II         | Axminster Town III   |
| Chard Town II        | Budleigh Salterton II   | Culm United              | Cheriton Fitzpaine      | Bampton                 | Beer Albion II      | Exwick Village     | Cheriton Fitzpaine II | Bickleigh II       | Exmouth Amateurs III |
| Clyst Valley         | Colyton                 | Dawlish United           | Clyst Valley II         | Bow Amateur Athletic II | Feniton II          | Ilminster Town II  | Colyton II            | Chagford II        | Feniton III          |
| Elmore               | Exmouth Amateurs        | East Budleigh            | Exmouth Amateurs II     | Countess Wear Dynamoes  | Halwill II          | Millwey Rise       | Elmore II             | Cranbrook          | Honiton Town III     |
| Exwick Villa II      | Heavitree United II     | Exmouth Town II          | Langdon                 | Fluxton                 | Hatherleigh Town II | Newton St Cyres II | Langdon II            | Exmouth Spartans   | Kentisbeare II       |
| Feniton              | Lympstone               | Halwill                  | Lapford                 | Honiton Town II         | Kentisbeare         | Royal Oak          | Lyme Regis II         | K&M Polonia Exeter | Lapford II           |
| Hatherleigh Town     | Sidmouth Town II        | Hemyock                  | Newton Poppleford       | Lord's XI               | Otterton            | Silverton          | Offwell Rangers       | Lympstone II       | Millwey Rise II      |
| Heavitree United     | University of Exeter II | Henry's Cronies          | St Martins II           | Morchard Bishop         | Ottery St Mary      | South Zeal United  | Pinhoe II             | Ottery St Mary II  | Newton Poppleford II |
| Honiton Town         | Upottery                | Lyme Regis               | Tedburn St Mary         | North Tawton            | Priory              | Stoke Hill         | Seaton Town II        | Sandford II        | Tedburn St Mary II   |
| Newton St Cyres      | Wellington Town II      | Newtown II               | Thorverton              | Pinhoe                  | Sandford            | Whipton & Pinhoe   | Tivvy Park Rangers    | Sidmouth Town III  | Upottery II          |
| Newtown              | Westexe Rovers          | Tipton St John           | Topsham Town II         | Sampford Peverell       | Starcross Generals  | Winchester         | Wellington Town III   | Stoke Arms United  | Witheridge III       |
| Seaton Town          | Witheridge II           | University of Exeter III | University of Exeter IV | University of Exeter V  | Uplowman Athletic   | Winkleigh          |                       |                    |                      |
| Sidbury United       |                         |                          | Woodbury                |                         |                     | Woodbury II        |                       |                    |                      |
| Topsham Town         |                         |                          |                         |                         |                     |                    |                       |                    |                      |
| Willand Rovers II    |                         |                          |                         |                         |                     |                    |                       |                    |                      |

II = Reserve Team / III = A Team / IV = B Team / V = C Team

## Đội vô địch Premier Division

### Các đội vô địch gần đây
| 2015-16 |                         |                    |
| 2014-15 |                         | St Martins         |
| 2013-14 | St Martins              | Watcombe Wanderers |
| 2012-13 | Feniton                 | Exmouth Town       |
| 2011-12 | St Martins              | Liverton United    |
| 2010-11 | Sidmouth Town           | Liverton           |
| 2009-10 | Thorverton              |                    |
| 2008-09 | St Martins              |                    |
| 2007-08 | University of Exeter II |                    |
| 2006-07 | Axminster Town          |                    |
| 2005-06 | Example                 |                    |
| 2004-05 | Example                 |                    |
| 2003-04 | Example                 |                    |
| 2002-03 | Example                 |                    |
| 2001-02 | Example                 |                    |
| 2000-01 | Example                 |                    |
| 1999-00 | Example                 |                    |
| Example | Example                 |                    |
| Example | Example                 |                    |
| Example | Example                 |                    |
| Example | Example                 |                    |
| Example | Example                 |                    |
| Example | Example                 |                    |
| Example | Example                 |                    |
| Example | Example                 |                    |

## Lên hạng và xuống hạng
| Pyramid   | Promotion                                            | Relegation                       |
| --------- | ---------------------------------------------------- | -------------------------------- |
| Cấp độ 12 | South West Peninsula League Division One East / West | Devon & Exeter League Division 1 |
| Cấp độ 13 | Devon & Exeter League Premier Division               | Devon & Exeter League Division 2 |
| Cấp độ 14 | Devon & Exeter League Division 1                     | Devon & Exeter League Division 3 |
| Cấp độ 15 | Devon & Exeter League Division 2                     | Devon & Exeter League Division 4 |
| Cấp độ 16 | Devon & Exeter League Division 3                     | Devon & Exeter League Division 5 |
| Cấp độ 17 | Devon & Exeter League Division 4                     | Devon & Exeter League Division 6 |
| Cấp độ 18 | Devon & Exeter League Division 5                     | Devon & Exeter League Division 7 |
| Cấp độ 19 | Devon & Exeter League Division 6                     | Devon & Exeter League Division 8 |
| Cấp độ 20 | Devon & Exeter League Division 7                     | Devon & Exeter League Division 9 |
| Cấp độ 21 | Devon & Exeter League Division 8                     | Không xuống hạng                 |

```
==Tham khảo==
```